# Форт Сан-Себастьян-де-Шама
Форт Сан-Себастьян-де-Шама (порт. Forte São Sebastião de Xama), розташований у Шамі, Гана — третє найдавніше укріплення Гани.

## Історія
Побудований португальцями з 1520 по 1526 р. як торговий пункт і захоплений голландською Вест-Індійською компанією в 1642 році. Первісним призначенням форту було служити стримуючим фактором для англійських моряків, що втручалися в торгівлю у Шамі. Перший чорношкірий професор європейського університету Антон Вільгельм Амо похований на кладовищі форту. У 1872 році форт був переданий разом зі всім голландським Золотим Берегом до Британії.
За часів африканської торгівлі рабами викрадені поневолені африканці очікували тут на транспортування до Північної Америки.

## 3D-документація з наземним лазерним скануванням
Проект Zamani задокументував форт Сан-Себастьян у 2013 році за допомогою наземного 3D-лазерного сканування. Дані, отримані неприбутковою дослідницькою групою, створюють постійний облік, який можна використовувати для досліджень, освіти, реставрації та збереження.
3D-модель та панорамний тур фортом Сан-Себастьян доступні на сайті www.zamaniproject.org [Архівовано 12 серпня 2020 у Wayback Machine.]. Анімація 3D-моделі доступна тут [Архівовано 12 серпня 2020 у Wayback Machine.] .

## Галерея

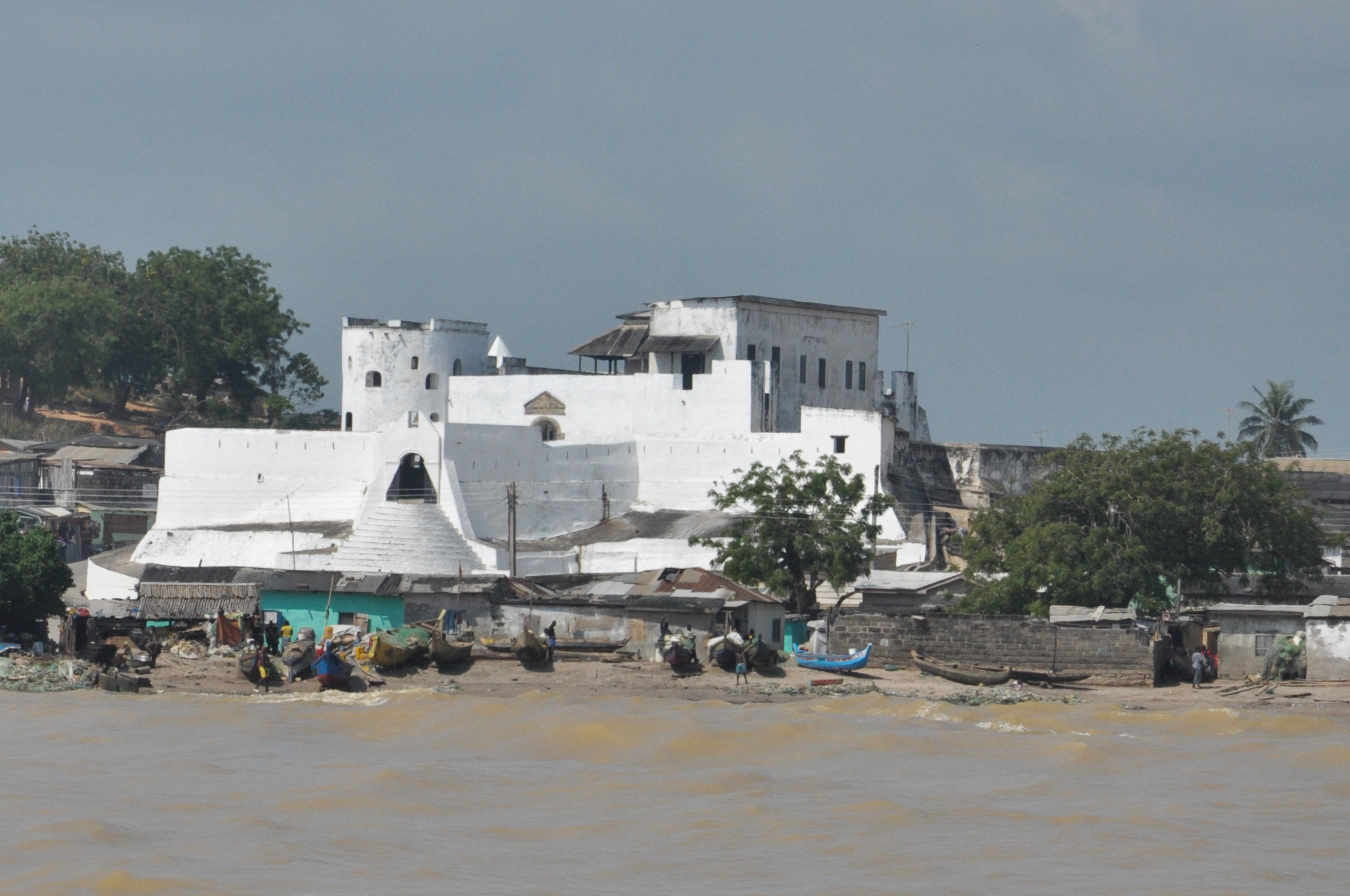
Форт Сан-Себастьян - зблизька
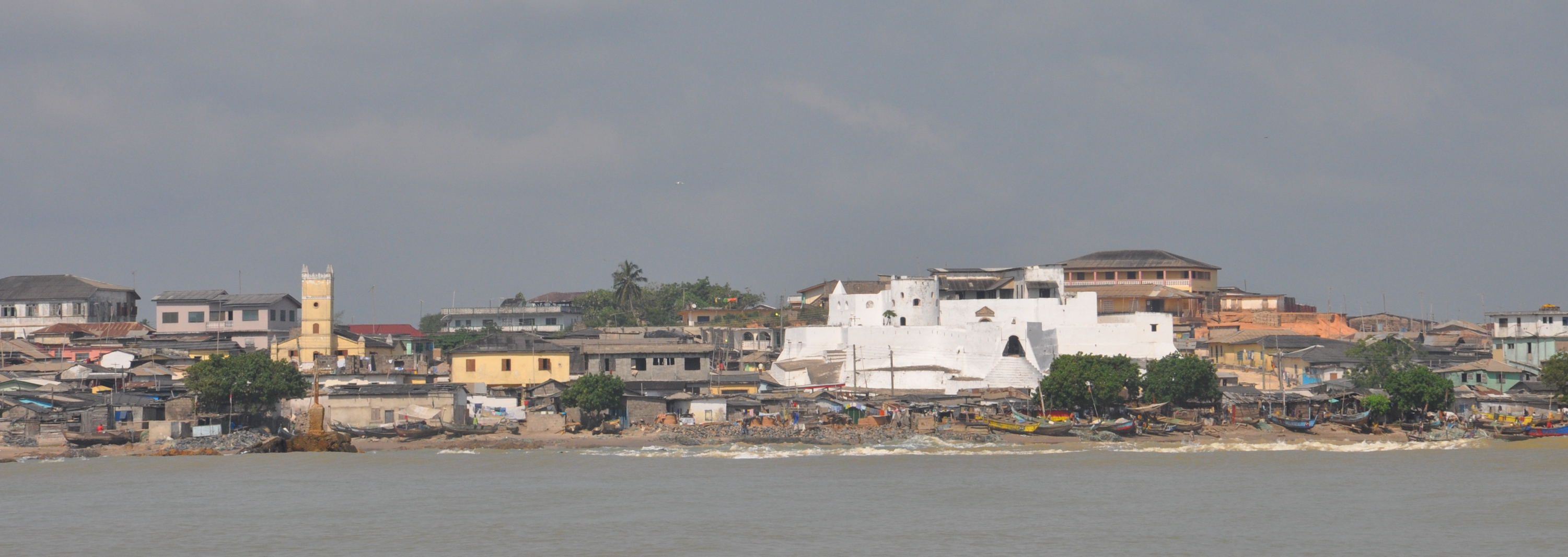
Вид на форт з човна
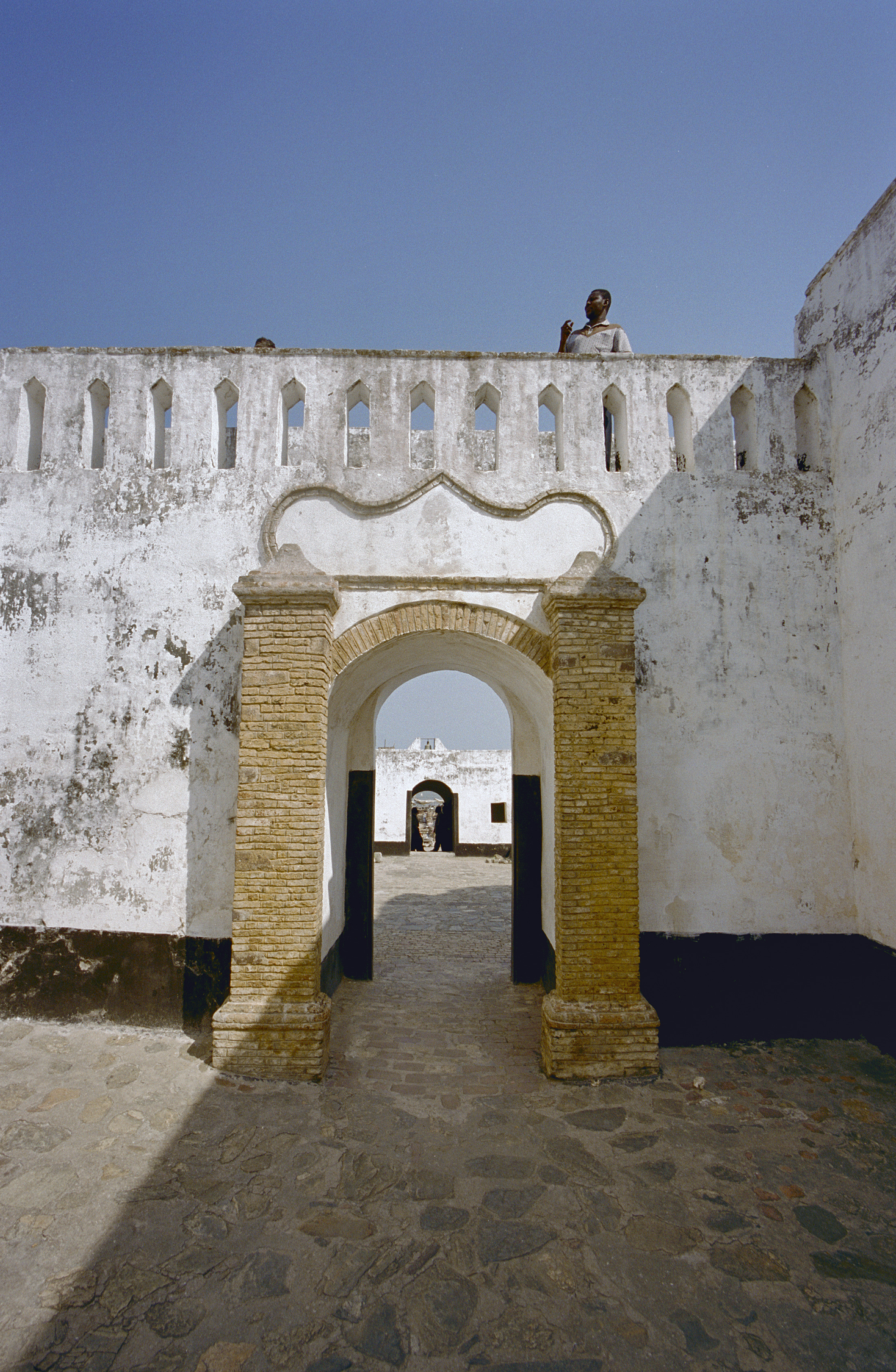
Вид з воріт на передню частину форту, ззаду - головна брама зі сходами до Шами
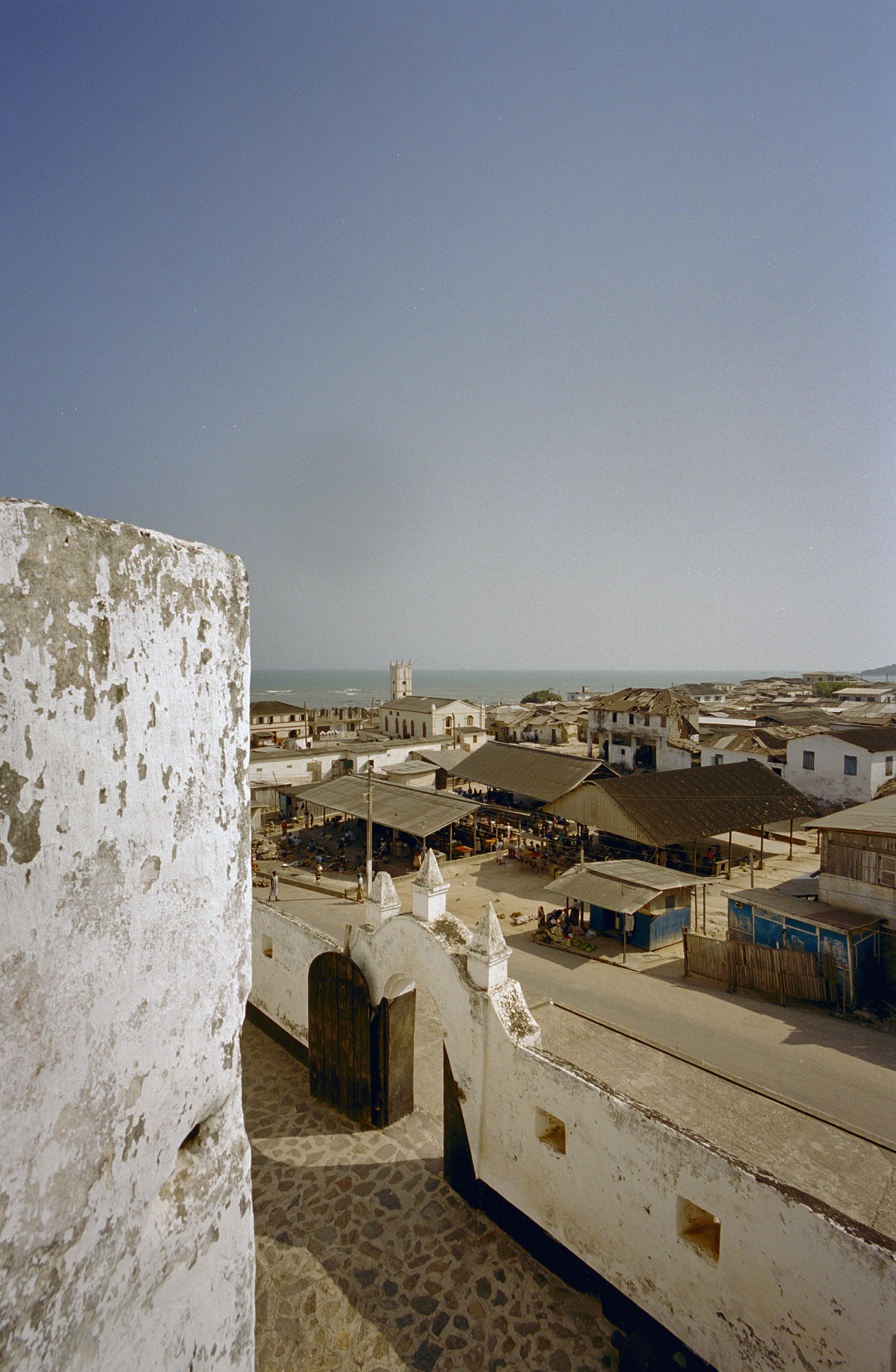
Вид на Шаму з форту
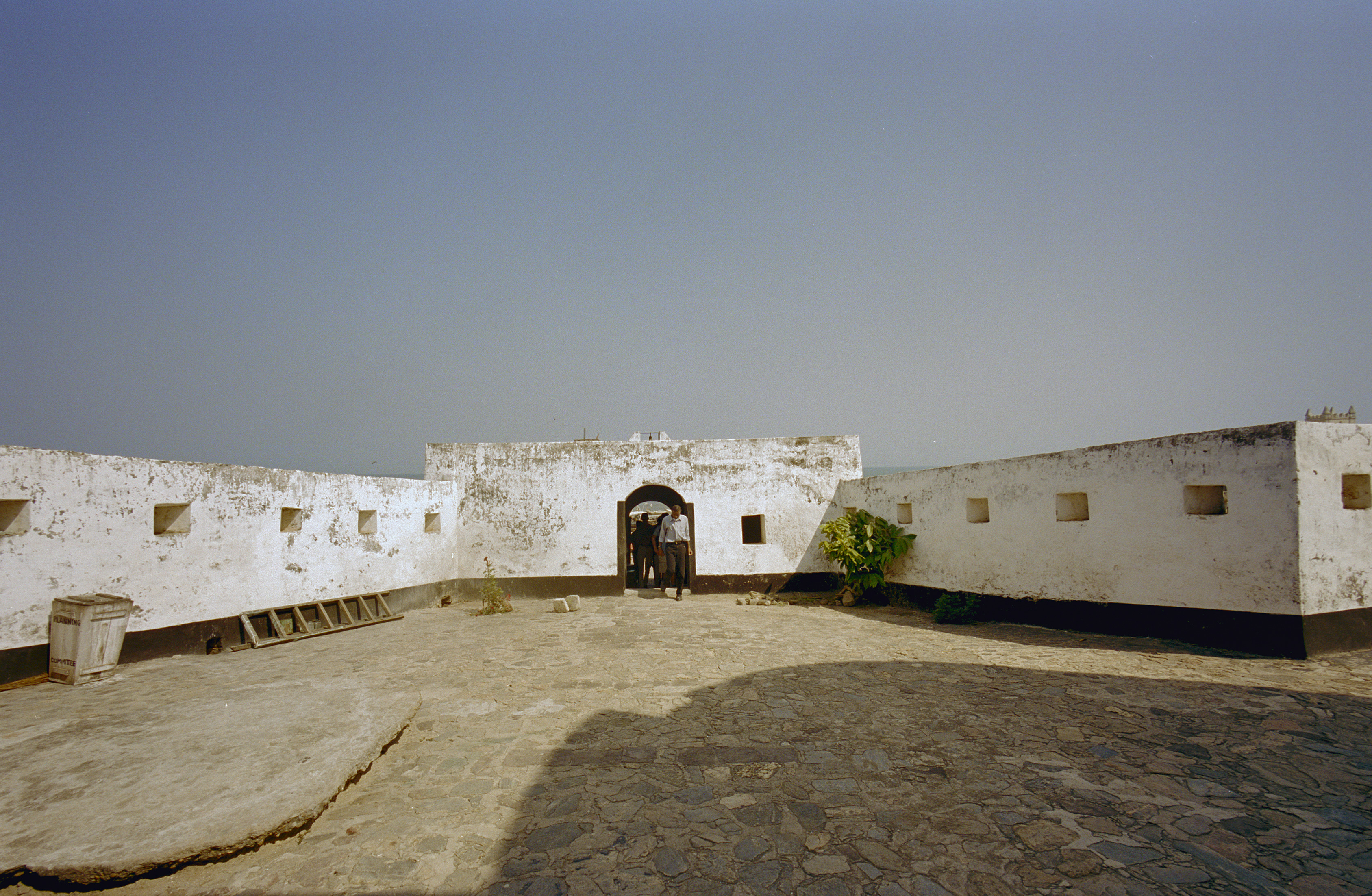
Передня частина форту